# Mount Brouwer
Mount Brouwer är ett berg i Antarktis. Det ligger i Östantarktis. Norge gör anspråk på området. Toppen på Mount Brouwer är 2 460 meter över havet.
Terrängen runt Mount Brouwer är platt österut, men västerut är den kuperad. Trakten är obefolkad. Det finns inga samhällen i närheten. 